# Club Korfbal L'Autònoma
El Club Korfbal L'Autònoma (CK L'Autònoma) va ser un club de korfbal català, fundat l'any 1996. Nascut gràcies a l'empenta d'un grup d'estudiants de la Universitat Autònoma de Barcelona, és considerat com un dels clubs destacats de corfbol a Catalunya. Entre d'altres d'èxits, va aconseguir cinc Lligues catalanes (1998, 1999, 2002, 2003, 2004) i quatre Copes de Catalunya (1999, 2001, 2003, 2004). També va participar en diferents edicions de la Copa d'Europa, destacant la sisena posició aconseguida el 2004. Al final d'aquella temporada, una gran part d'aquest equip va servir de base per crear el Club Korfbal Vacarisses.

## Palmarès
- 5 Lliga Catalana de corfbol: 1997-98, 1998-99. 2001-02, 2002-03, 2003-04
- 4 Copa Catalunya de corfbol: 1998-99, 2000-01, 2002-03, 2003-04